# Zawołani po imieniu

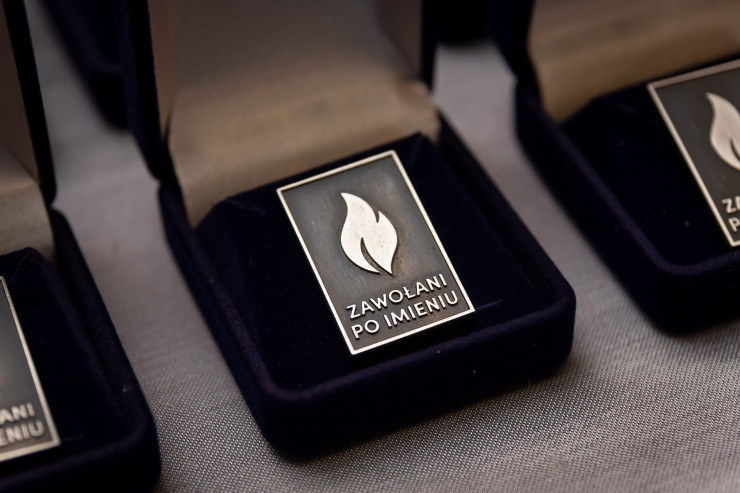
Honorowe odznaczenie "Zawołani po imieniu"

Zawołani po imieniu – przedsięwzięcie realizowane przez Instytut Pileckiego, poświęcone osobom narodowości polskiej zamordowanym za niesienie pomocy Żydom w czasie okupacji niemieckiej. Inicjatorką projektu była wiceminister kultury i dziedzictwa narodowego, Magdalena Gawin. Historie „Zawołanych” dotąd zachowane zostały we wspomnieniach rodzin, jednak dotychczas nie były szerzej znane. Przedsięwzięcie oddaje „Zawołanym” honor i składa hołd za postawy ludzkiej solidarności i bohaterstwa okazane wobec prześladowanych Żydów. Podstawowym celem projektu jest trwałe zaznaczenie w przestrzeni publicznej pamięci o pomordowanych. Oprócz tego projekt przywraca upamiętnionych do powszechnej świadomości historycznej. Podejmowane działania podnoszą również świadomość społeczności lokalnych.

## Geneza nazwy
Dewiza i nazwa projektu pochodzą z wiersza Zbigniewa Herberta Pan Cogito o potrzebie ścisłości. Przedsięwzięcie, podobnie jak wiersz, opiera się na przekonaniu, że każda ofiara zbrodni zasługuje na pamięć.

“Musimy zatem wiedzieć
policzyć dokładnie
zawołać po imieniu
opatrzyć na drogę”

## Działania

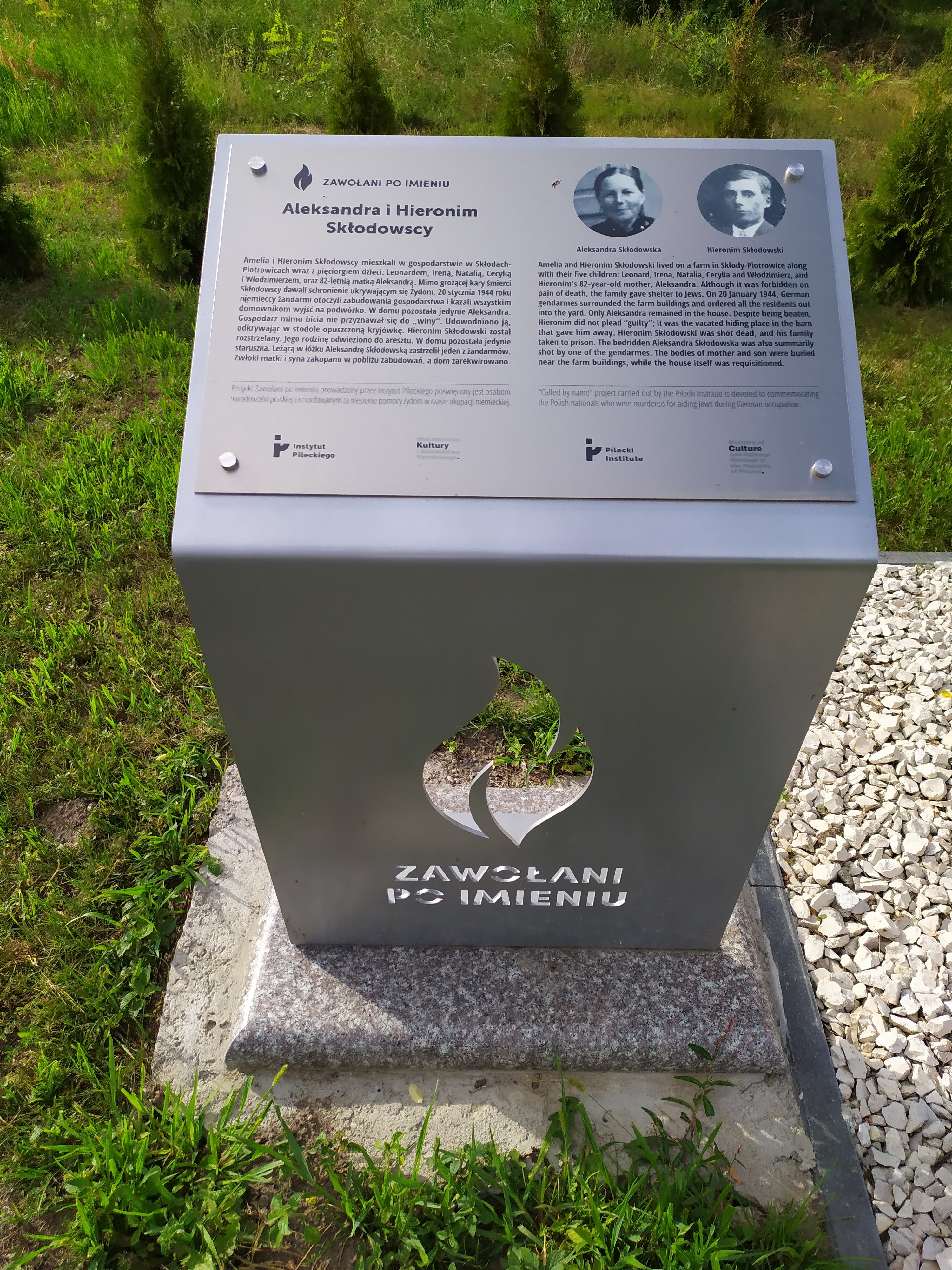
16 czerwca 2019 w Skłodach-Piotrowicach Aleksandra i Hieronim Skłodowscy zostali upamiętnieni w ramach projektu „Zawołani po imieniu” Instytutu Pileckiego.

Przedsięwzięcie upamiętnia ludzi, których imiona zbyt długo były pogrążone w zapomnieniu. Rodzinom osób ratujących Żydów podczas okupacji niemieckiej dają możliwość publicznego zabrania głosu i oddania hołdu swoim przodkom. Symbolicznym materialnym upamiętnieniem jest odsłonięcie przytwierdzonej do kamienia tablicy z opisem upamiętnianych wydarzeń w języku polskim i angielskim. W ramach przedsięwzięcia w okolicznych szkołach prowadzone są też warsztaty edukacyjne poświęcone Polakom ratującym Żydów. Jednym z głównych elementów projektu jest integracja rodzin osób upamiętnionych. 24 listopada 2019 w Broku nad Bugiem został zorganizowany pierwszy Zjazd Rodzin Zawołanych po imieniu. Podczas uroczystości otwierającej zostały wręczone honorowe odznaczenia Zawołani po imieniu. Instytut realizuje notacje filmowe z członkami rodzin Zawołanych po imieniu. 2 października 2020 w warszawskim Domu Bez Kantów, przestrzeni wystawienniczej Instytutu inaugurowano wystawę przedstawiającą historie uhonorowanych osób. Ekspozycja przedstawia zebrane w czasie badania ich losów materiały dotyczące realiów życia w okupowanej Polsce, sposobu funkcjonowania niemieckiego terroru, a także opowiada dalsze losy rodzin Zawołanych.

## Inauguracja
Pierwsze upamiętnienie miało miejsce w Narodowy Dzień Pamięci Polaków ratujących Żydów, 24 marca 2019 w Sadownem k. Ostrowi Mazowieckiej. Kamień upamiętniający Leona, Mariannę i Stefana Lubkiewiczów, rodzinę piekarzy zastrzeloną przez Niemców 13 stycznia 1943, odsłonił premier Mateusz Morawiecki. W uroczystości wzięli również udział wicemarszałek Senatu Maria Koc, podsekretarz stanu w Ministerstwie Kultury i Dziedzictwa Narodowego Magdalena Gawin, lokalni parlamentarzyści oraz przedstawiciele miejscowych władz samorządowych. Na miejscu byli także obecni krewni Lubkiewiczów.

## Uhonorowani
Pozostałe osoby upamiętnione w ramach projektu:
- Piotr Leszczyński (marzec 2019, Poręba-Kocęby)
- Antoni Prusiński (marzec 2019, Poręba-Kocęby)
- Aleksandra i Hieronim Skłodowscy (czerwiec 2019, Skłody-Piotrowice)
- Jadwiga Długoborska (czerwiec 2019, Ostrów Mazowiecka)
- Lucyna Radziejowska (czerwiec 2019, Ostrów Mazowiecka)
- Julianna, Stanisław, Henryk i Wacław Postkowie (czerwiec 2019, Stoczek)
- Wacław Budziszewski (wrzesień 2019, Nur)
- Władysława i Stanisław Krysiewiczowie (październik 2019, Waniewo)
- Franciszek Andrzejczyk (październik 2019, Czyżew-Sutki)
- Ofiary zbrodni w Paulinowie: Franciszek Augustyniak, Zygmunt Drgas, Franciszek Kierylak, Ewa, Józef i Stanisław Kotowscy, Marian Nowicki, Stanisław Piwko, Jan Siwiński, Zygmunt Uziębło oraz Aleksandra Wiktorzak (czerwiec 2020 Sterdyń)
- Ofiary zbrodni w Wierzchowisku: Franciszka i Józef Sowowie (czerwiec 2020, Wierzchowisko)
- Ofiary zbrodni w Tworkach: Zofia i Feliks Bogusław Krasuscy (czerwiec 2020, Tworki)
- Ofiary zbrodni w Pustelniku: Marianna, Władysław, Stanisława Banaszek (wrzesień 2020, Marki)
- Karolina Juszczykowska (wrzesień 2020, Tomaszów Mazowiecki)
- Ofiary zbrodni w Starym Lipowcu: Katarzyna Grochowicz, Anastazja, Roman i Franciszek Kusiak, Katarzyna Rybak oraz Jan Zaręba (październik 2020, Stary Lipowiec)
- Józef Pruchniewicz (marzec 2021, Biecz)
- Piotr, Franciszek i Antoni Domańscy (maj 2021, Rzążew)
- Piotr Kościelecki (czerwiec 2021, Grądy Woniecko)
- Bolesław Książek oraz uratowany przez niego Idel (czerwiec 2021, Cezarów)
- Antoni Keninsgman (lipiec 2021, Mikołajki)
- Piotr i Apolonia Likosowie (wrzesień 2021, Opoka Duża)
- Leokadia Piątkowska (październik 2021, Węgrów)
- Sebastian Kazak, Katarzyna Kazak (marzec 2022, Brzóza Królewska)
- Kazimierz Przekora (kwiecień 2022, Huta Mińska)
- Jan Kowalski, Józef Dmoch, Józefa Dmoch (czerwiec 2022, Poświętne)
- Jan Jantoń, Apolonia Gacoń, Stanisław Gacoń (czerwiec 2022, Brzostek)
- Marianna Stradowska, Wacław Stradowski (wrzesień 2022, Chmielnik)
- Jan Gniduła, Katarzyna Kowal, Józef Kowal, Marianna Łubiarz, Anastazja Łubiarz, Kazimierz Szabat, Katarzyna Margol (wrzesień 2022, Majdan Nowy)
- Jan Maletka (listopoad 2022, Treblinka)[10]
- Michał Stasiuk (listopad 2022, Rzeszów)
- Ignacy Ambroziak, Stanisława Trzcińska, Stefan Trzciński, Władysław Muchowski (maj 2023, Złotopolice)
- Mieczysław Żemojtel, Anna Kowalska (czerwiec 2023, Somianka)
- Rodzina Ulmów (wrzesień 2023, Markowa)[11]
- Rodzina Kurów (wrzesień 2023, Gamratka)[12]
- Aniela Nizioł (grudzień 2023, Łańcut)[13]
- Stanisław i Marianna Siniarscy i ich dzieci Marian, Irena i Edward oraz ukrywani przez nich Wolf i Chana Lipszycowie wraz z ich nowonarodzonym dzieckiem (marzec 2024, Lutkówka)
- Franciszek Antczak i Kazimierz Szkop (wrzesień 2024, Nacpolsk)[14]
- Józef Suchecki i Jan Wolski (październik 2024, Zwola)[15]